# Снежен човек
Снежен човек е антропоморфна снежна скулптура. Традиционно се свързва с Коледните празници и Нова година. Снежните човеци се правят обикновено от деца за отпразнуване на първия сняг или просто като вид забавление и зимна игра.
Най-простият снежен човек се състои от 3 части, които представляват 3 големи снежни топки – най-голямата служи за основа, след това се слага втората по големина и служи за гърди и накрая най-малката за глава. Понякога за ръце служат клони, но може да бъде и без ръце. Снежният човек „държи“ лопата или метла. За очи най-често се ползват въглени, носът е желателно да е от морков, а за уста могат да се ползват малки камъчета. На главата му има шапка, а около врата шал.
На 18 януари се празнува международния ден на снежния човек. Идеята за рождения ден е на германския колекционер Корнелиус Граетц. Датата е избрана, защото единицата символизира метлата, а осмицата – тялото на снежния човек.

## Конструкция
Снегът става удобен за обработка, когато наближи точката си на топене, когато става мокър и компактен. Това позволява направата на голяма снежна топка чрез търкаляне, докато тя стане желания размер. Ако топката стигне до тревата под снега, тя може да откъса малко трева, почва и др. Направата на снежен човек със сух сняг е трудна, тъй като снегът няма да може да залепне, а само ще оформи неизползваема снежна коричка. По този начин, най-доброто време за направата на снежен човек обикновено е на следващия топъл следобяд след като е имало голям и обилен снеговалеж. В Европа и в Северна Америка снежните човеци се строят от три топки, които обрисуват главата, торсото и долната част на тялото.
Обичайната практика е да се облече снежния човек с камъчета, въглища, пръчки и зеленчуци. Моркови или череши са най-често използвани за направата на нос, пръчките са използвани за ръце, а камъчетата за очи (традиционно се използват парченца въглища или ако няма налични се използва изгорял въглен). Някои хора обичат да обличат своите снежни човеци с дрехи като шалове, якета и шапки. Други предпочитат да не оставят неща навън, тъй като лесно биха могли да бъдат откраднати или да замръзнат под топящия се лед. Има вариации на стандартните форми, като например, главното действащо лице в популярната песен „Frosty the Snowman", което включва кочан от царевица, димяща лула, нос от копче, очи от въглища и стара копринена шапка. Другите форми варират от снежни колони до изразителни снежни скулптури.

## История на снежния човек
Сведенията за създаването на първия снежен човек остават твърде неясни и непълни. Въпреки това Боб Екстайн, автор на книгата „Историята на снежния човек“, споменава за наличието на подобни снежни скулптури още от средновековието. Той се позовава на различни изображения намерени в европейски музеи, галерии и библиотеки. Най-ранните сведения за наличието на снежен човек, които Екстайн успява да намери са в библиотеката „Koninklijke“ в холандския град Хага в творбата „Book of Hours“, която датира от 1380 г. 

## Най-големият снежен човек в света
Понастоящем рекордът за най-голям снежен човек в света е поставен в град Бетел щата Мейн. Скулптурата се издига на височина от 37,21 м (122 фута) и е кръстена на Олимпия Сноу, сенаторът, представляващ щата.  Предният рекорд за най-висок снежен човек също е регистриран в Бетел през февруари 1999 г. Скулптурата, известна с името „Ангус, Кралят на планината“, се извисява на 34,6 м (113 фута) и има тегло от над 4 хил. т (9 млн. паунда). Усмивката му е направена от шест автомобилни гуми, а трите копчета представляват гуми от трактор. 